# Jauni
Jauni (Duits: Janni) is een plaats in de Estlandse gemeente Saaremaa, provincie Saaremaa. De plaats heeft de status van dorp (Estisch: küla).
Tot in oktober 2017 lag Jauni in de gemeente Mustjala. In die maand ging Mustjala op in de fusiegemeente Saaremaa.

## Bevolking
Het dorp had 10 inwoners op 31 december 2011 en 9 inwoners op 31 december 2021.

## Ligging
Ten westen van het dorp ligt het meer Jauni järv (9,1 ha).

## Geschiedenis
Jauni werd voor het eerst genoemd in 1592 onder de naam Juny Tönnis, een boerderij op het landgoed van Mustjala. In 1798 werd Jauni onder de naam Janni genoemd als dorp.